# 王赫野
王赫野（1998年2月2日—），原名王宇淞，出生于黑龙江省哈尔滨市，中国大陆男歌手，毕业于哈尔滨金融学院。

## 经历
早在讀大學時，王赫野就開始在抖音錄歌，經紀公司正是在抖音上看到他的視頻，才挖掘王赫野走上職業歌手之路。
2021年3月，王赫野发布个人首支音乐单曲《大风吹》。在抖音上，王赫野曾發布一條演唱《大風吹》的短視頻，點讚量高達182.5萬，而一條一起合唱《大風吹》的短視頻，也有73萬多網友點讚。《大風吹》上線後，抖音廣大樂迷、粉絲還紛紛加入到二創隊伍中，“大風吹教唱” “九零年代舞蹈大賞”等相關話題持續發酵，就連張柏芝、李若彤等一代港風女神也加入跟拍隊伍中，大大提高了《大風吹》的出圈速度。直至2022年4月，“大風吹”在抖音上的話題總量高達91.8億，歌曲使用量763余萬次，成為名副其實的抖音熱歌。王赫野也收穫130萬粉絲，成為抖音當紅音樂人。
2021年4月，王赫野擔任《天赐的声音》（第二季）天賜盛典的飛行音樂合夥人，與劉惜君合唱《大风吹》。
2021年10月，参加浙江卫视《2021中国好声音》国庆特别节目，与节目导师之一的李克勤合唱《秒针》。歌曲上架只有數日，已在播放平台超過一億次的播放次數。